# Trisagion (Pärt)
Trisagion és una obra per a orquestra de cordes del compositor estonià Arvo Pärt composta el 1992 i revisada el 1995, escrita pel 500è aniversari de la fundació de la parròquia del profeta Elies a Ilomantsi, Finlàndia. Va ser estrenada a la mateixa església el 18 de juliol de 1992 per l'Ensemble XXI de Moscou, dirigit per la seva fundadora i directora Lygia O'Riordan.
Durant la sessió d'estiu de l'Ensemble XXI a Ilomantsi, titulada Creativity in Silence, Pärt va exercir com a compositor resident. Hi va passar una setmana treballant amb l'orquestra i ajustant els detalls de la seva composició. Trisagion és una obra instrumental d'un sol moviment, d'aproximadament 15 minuts de durada, inspirada en el Trisagion utilitzat per l'Església Ortodoxa i les Esglésies Catòliques Orientals. Tot i no incloure text, la peça es basa en els paràmetres del text litúrgic eslau, com el nombre de síl·labes per paraula i les accentuacions, que configuren la seva estructura.